# Vincenzo Lancia

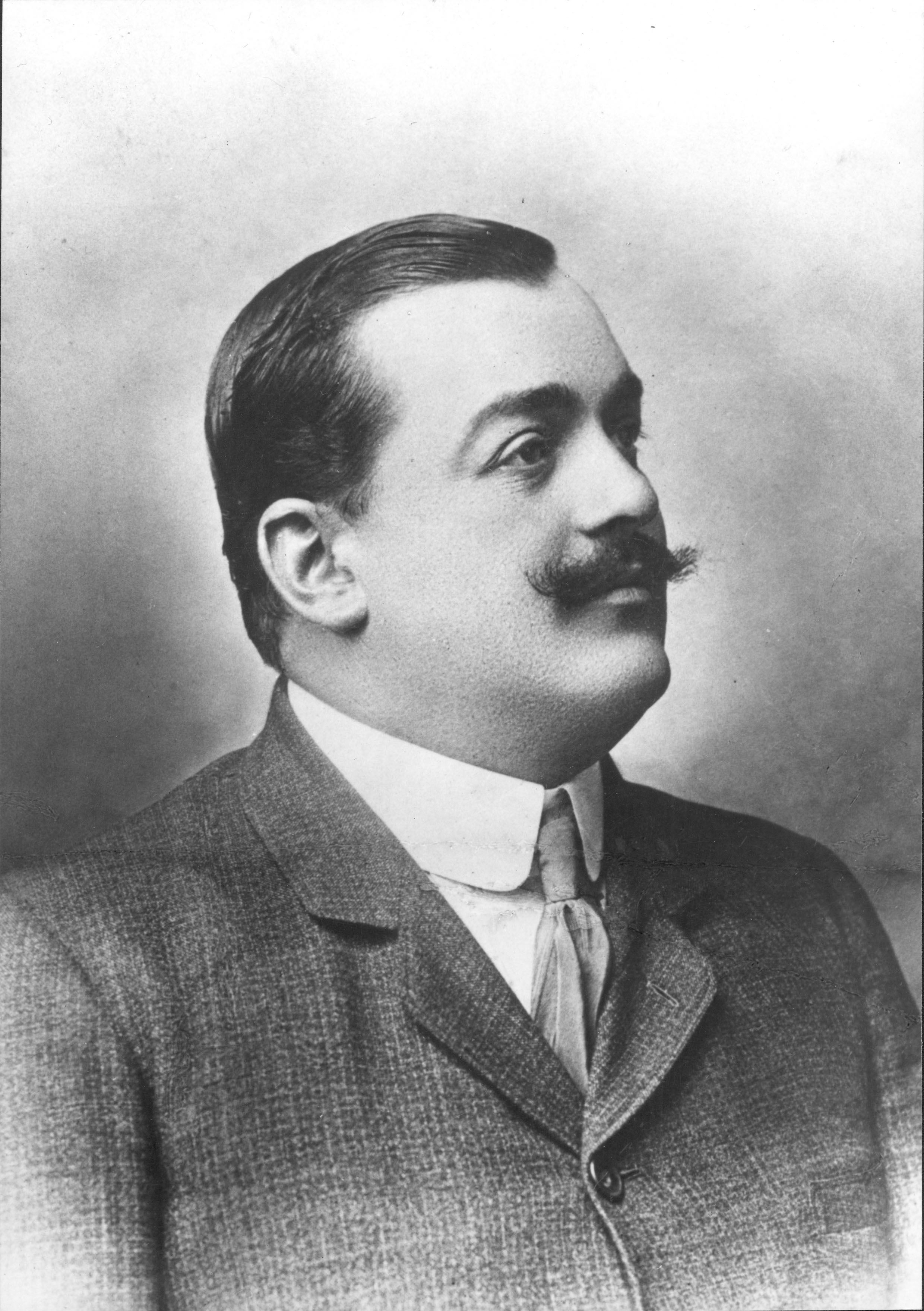
Vincenzo Lancia

Vincenzo Lancia (Fobello, 24 augustus 1881 – Turijn, 15 februari 1937) was een Italiaanse autoconstructeur en de man achter het Italiaanse automerk Lancia.

## Biografie

### Jeugd

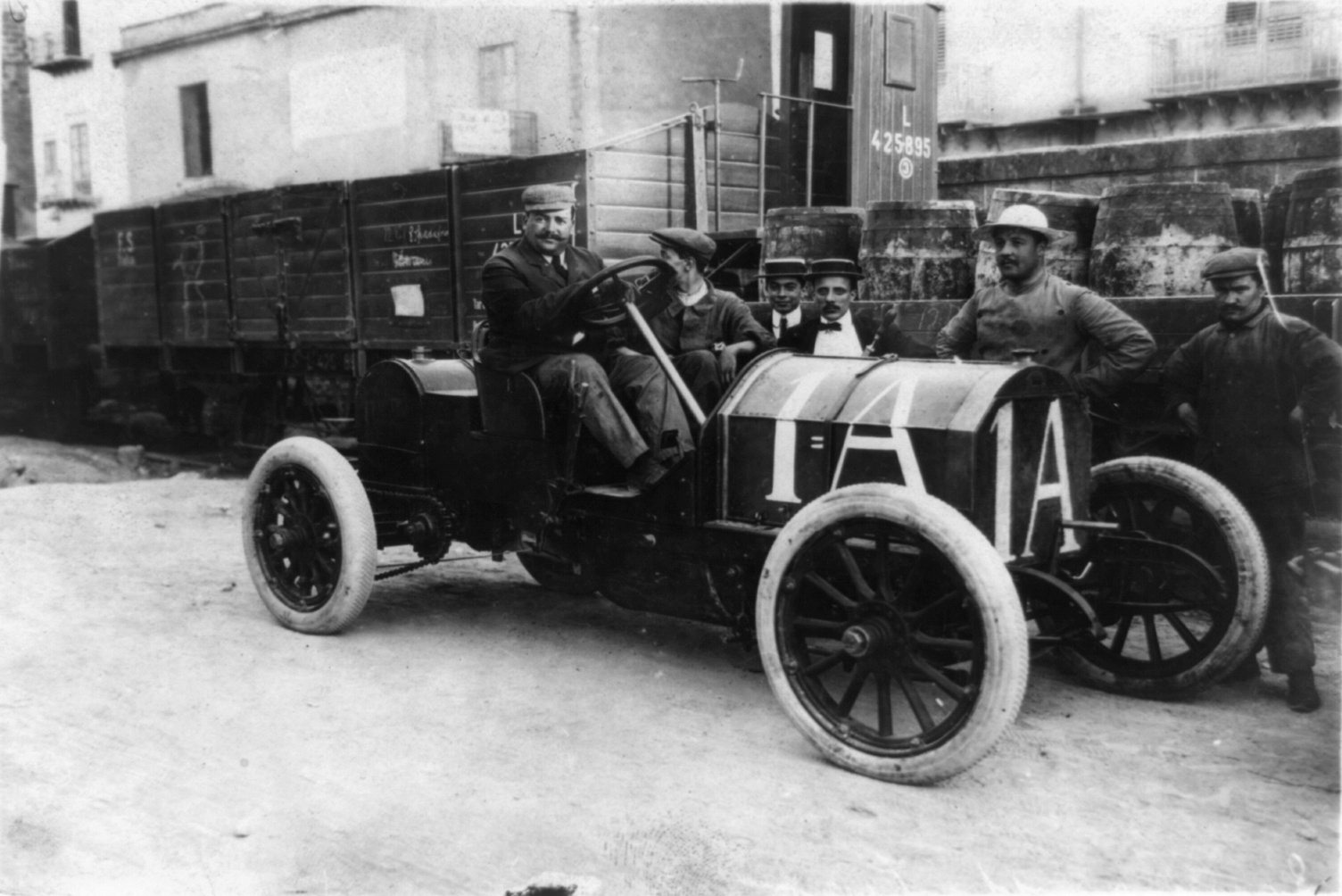
Vincenzo Lancia Fiat 50 hp, Targa Florio, 1908

Vincenzo Lancia werd geboren op 24 augustus 1881, in het bergdorpje Fobello, 130 kilometer ten westen van Milaan.
Zijn vader, Giuseppe Lancia, een landheer, had als fabrikant van conserven vermogen gemaakt. Het gezin woonde in Turijn en bracht ieder jaar de zomermaanden door in Fobello.
Vader Giuseppe had voor elk van zijn vier kinderen aan de toekomst gedacht. Vincenzo (roepnaam Cenzo) moest advocaat worden. Maar na enige tijd meende vader dat dit plan niet zou slagen. En zo werd de twaalfjarige Cenzo naar een internaat gestuurd om toch minstens te gaan slagen in een opleiding voor boekhouder.
Vincenzo was echter eerder geïnteresseerd in hetgeen te beleven viel in de werkplaats die de gebroeders Ceraino in de achtertuin van hun ouders hadden. De broers assembleerden en waren importeur van fietsen voor een Engelse fabrikant. "Cenzo" bezocht de werkplaats vaak. Toen de Ceraino's zich tevens gingen toeleggen op het repareren van auto's, raakte Vincenzo gefascineerd door de motoren.

### Werken bij Ceraino
Nadat Vincenzo als 17-jarige uit het internaat was gevlucht lukte het hem om zijn vader over te halen om hem bij de broers Ceraino te laten werken. Daarop werd hij er aangesteld als boekhouder. Het schijnt dat zijn vader dat minder eerloos vond dan het beroep van monteur. Maar "Cenzo" ging, in plaats van zich bezig te houden met getallen, al snel zijn tijd besteden aan motoren. Hij werd al even snel een uitstekend reparateur. Zijn naam raakte bekend vanwege zijn technische bekwaamheden. Geholpen door Aristide Faccioli, de ingenieur van de Ceraino's, ging hij zich verder bekwamen als monteur en technisch ontwerper. In 1899 bouwden de broers Ceraino hun eerste auto; volgens een ontwerp van Faccioli. De jonge Lancia raakte daardoor zeer geboeid. Hij is dan bijna 18 jaar.

### Consortium
In hetzelfde jaar (1899) stichtte een consortium van Turijnse zakenlieden, waaronder de Ceraino's en de initiatiefnemer Giovanni Agnelli, een nieuwe onderneming. Het bedrijf kreeg de naam Fabbrica Italiana Automobili Torino (F.I.A.T.). De puntjes werden later weggelaten. Een jaar later werd Vincenzo ondanks zijn jonge leeftijd, hij is dan 19 jaar, hoofdcontroleur en testrijder bij FIAT. De andere testrijder was Felice Nazarro. Beiden gingen ook voor FIAT deelnemen aan races. Lancia was de snelste van beide. Maar omdat hij altijd het uiterste van de wagen vergde kampte hij vaker dan anderen met technische mankementen. In die jaren werd hij beschouwd als een van de snelste coureurs ter wereld.

### Eigen fabriek
In 1906 stichtte Vincenzo, samen met zijn vriend en voormalig FIAT-testrijder Claudio Fogolin, een eigen autofabriek. Vanaf dat jaar hield hij zich vooral bezig met het ontwerpen van auto's, de fabricage van de prototypes en het testen daarvan.
Als constructeur was Vincenzo bijzonder origineel waardoor hij met regelmaat met verbluffend technische vindingen kwam. De technici in zijn omgeving beschouwden hem als een veelzijdig technisch genie. Zijn uitvindingen worden ook nu nog door autotechnische ingenieurs gezien als mijlpalen in de technische ontwikkeling van de auto.
De onderwijzers die Vincenzo in zijn jeugd had noemden hem een dromer en vonden hem niet ijverig.
Zijn vrienden en kennissen die hij op volwassen leeftijd had beschreven hem als vaak vurig, moedig, gul en genieter van het leven. Vincenzo was een liefhebber en begunstiger van de opera.
Hij was getrouwd en had drie kinderen.
Na zijn overlijden in maart 1937 nam zijn zoon Gianni de leiding van het bedrijf over.

## Trivia
- Na zijn dood is een berghut op de flanken van de Monte Pasubio in de Italiaanse provincie Trente vernoemd naar de Italiaanse autobouwer, de Rifugio Vinzenco Lancia.

- Bibliothèque nationale de France: cb14976459x (data)
- Gemeinsame Normdatei: 11922884X
- International Standard Name Identifier: 0000 0000 5539 0342
- Library of Congress Control Number: n77000337
- RKD-Nederlands Instituut voor Kunstgeschiedenis: 302659
- Virtual International Authority File: 54953424
- WorldCat: E39PBJkTd8rKYcm8xFctRFY3wC